# 大黃蜂 (DC漫畫)
大黃蜂（英語：Bumblebee）是美国DC漫画旗下的女性超级英雄角色，首次登場於《少年泰坦》第45期(1976年12月)。

## 人物
本名凯伦·比彻（Karen Beecher），為少年泰坦與末日巡邏隊的成員之一。她是一名科學家，本身不具有超能力，而是使用自己開發的黃蜂衣進行戰鬥，技能為縮小、飛行及使用蜂螫。
她也被視為DC裡第一位黑人女性超级英雄，但有時這個頭銜被認為應由努比亞（神力女超人的雙胞胎妹妹，登場於1973年）獲得。

## 影視作品

### 影集
- 2003年少年悍將 (動畫)
- 2011年少年正義聯盟 (動畫)
- 2013年少年悍將GO！
- 2019年DC超級英雄女孩 (電視動畫)

### 電影
- 2015年正義聯盟：神與魔
- 2017年少年泰坦：猶大契約
- 2018年電影少年悍將GO！
- 2020年黑暗正義聯盟：天啟星戰爭

## 軼聞
DC和華納在2015年與玩具廠商美泰兒公司合作開始推出了「DC超級女英雄系列」玩具，大黃蜂即為其中之一，因該角色與《變形金剛》中的角色大黃蜂同名，2017年傳出孩之寶玩具公司（變形金剛版權擁有方，為美泰兒的主要競爭者）打算上法庭跟DC/華納爭名字的使用權。
雖然事實上DC在1976年就創造了大黃蜂，而變形金剛至1984年才出現，但孩之寶宣稱2015年已將「大黃蜂」註冊為商標。